# Carsten Mai
Carsten Mai (født 5. september 1966 i København) er en dansk sociolog, der fra 2001 til 2005 var særlig rådgiver for finansminister Thor Pedersen, (Venstre).
Han blev uddannet cand.scient.soc. fra Københavns Universitet i 1991. Derefter ansat i overborgmesterens afdeling i Københavns Kommune, først som fuldmægtig og kontorchef og derefter som pressechef og rådgiver for daværende overborgmester Jens Kramer Mikkelsen fra 1993 til 2001.
Carsten Mai var, sammen med Michael Kristiansen, der var rådgiver for statsminister Anders Fogh Rasmussen, en af de centrale personer blandt de særlige politiske og mediekyndige rådgivere, som regeringen ansatte i 2001. 
Carsten Mai var fra 2006 til 2012 adm. direktør i PR- og lobbyfirmaet Gunbak i København. Fra august 2012 er han ejer af sit eget selskab Carsten Mai & Co, der arbejder med stakeholder management, interessevaretagelse og pr.
Carsten Mai er gift med adm. direktør Kigge Hvid.